# Pfarrkirche St. Leonhard am Hornerwald

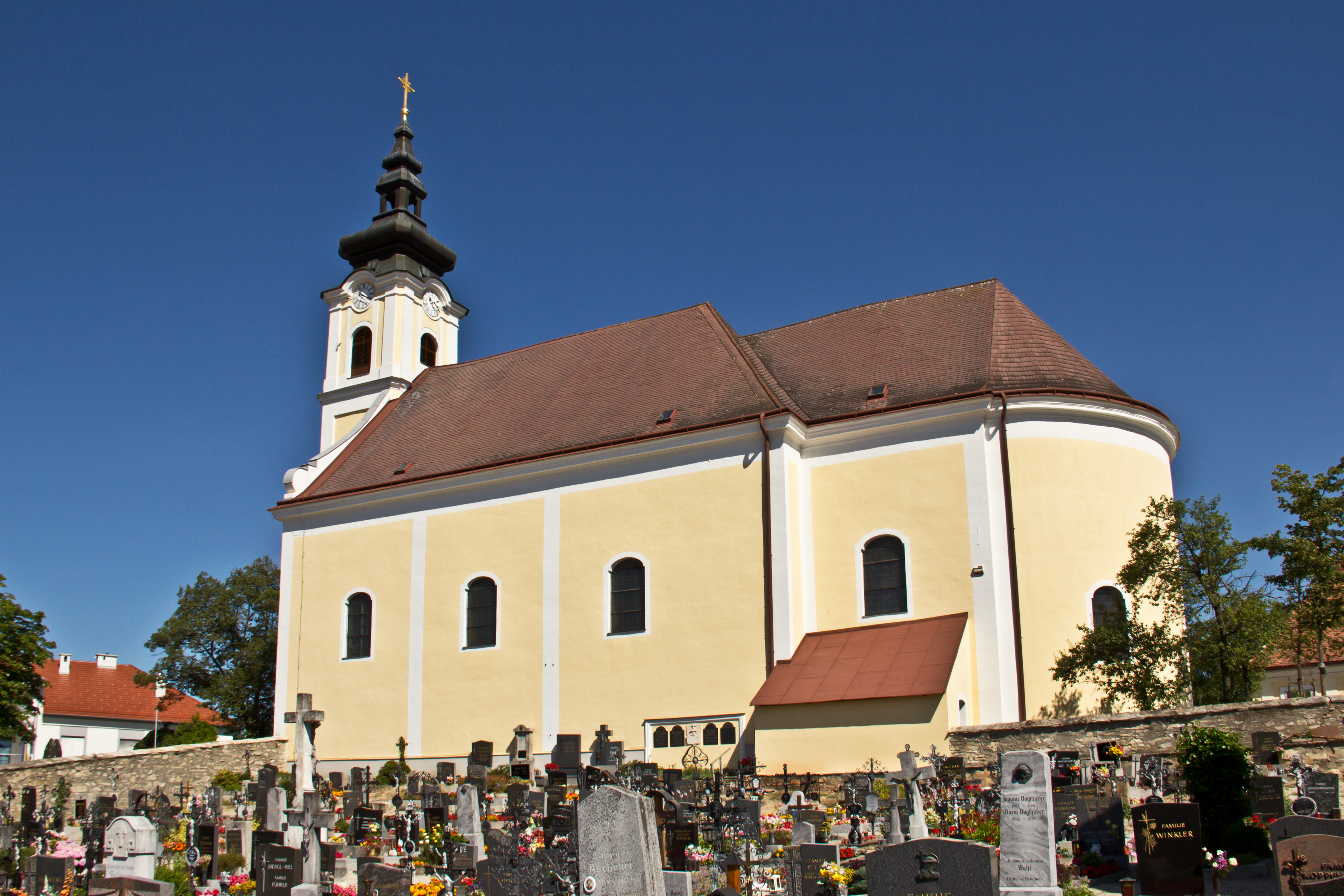
Katholische Pfarrkirche hl. Leonhard in St. Leonhard am Hornerwald

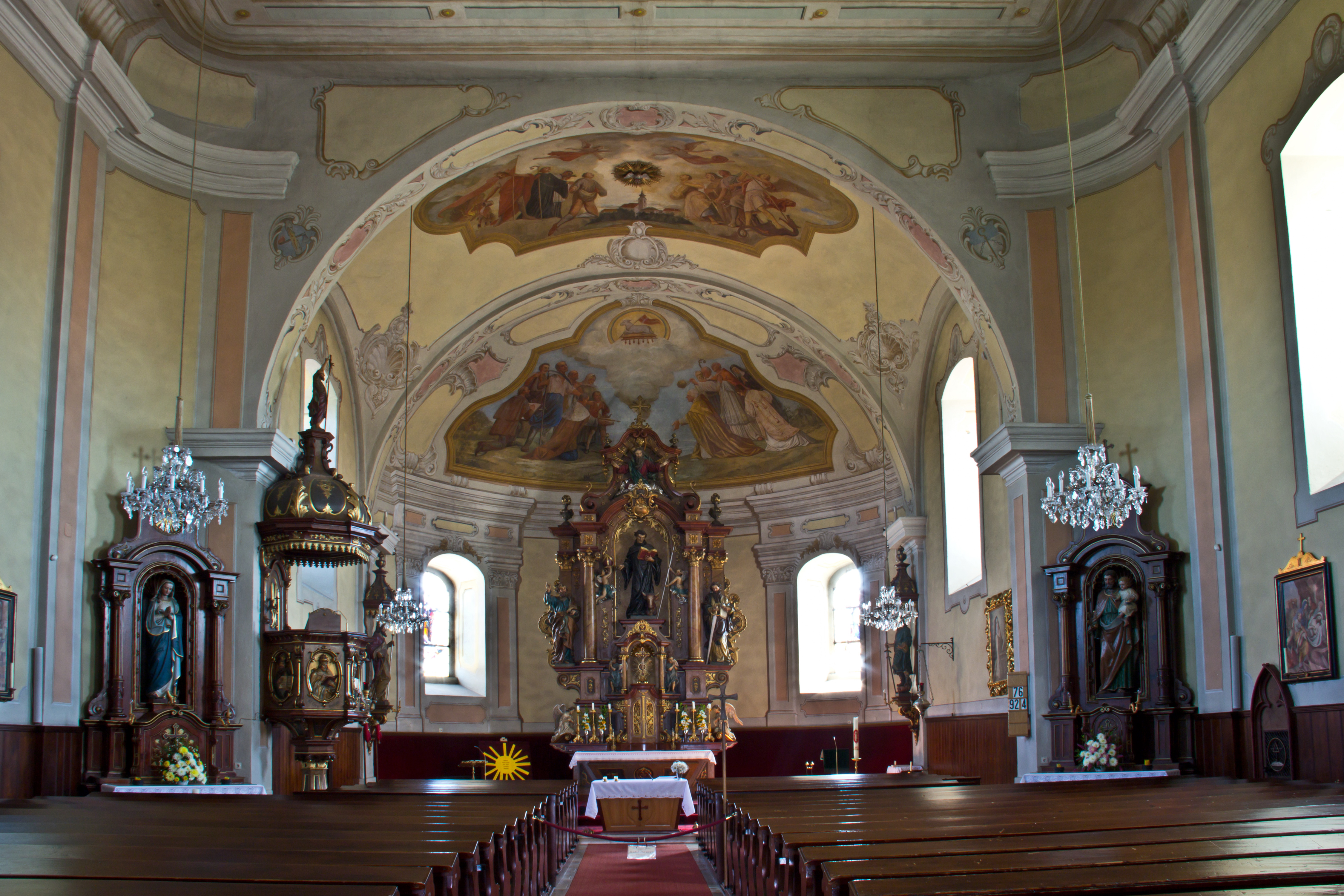
Im Langhaus zum Chor

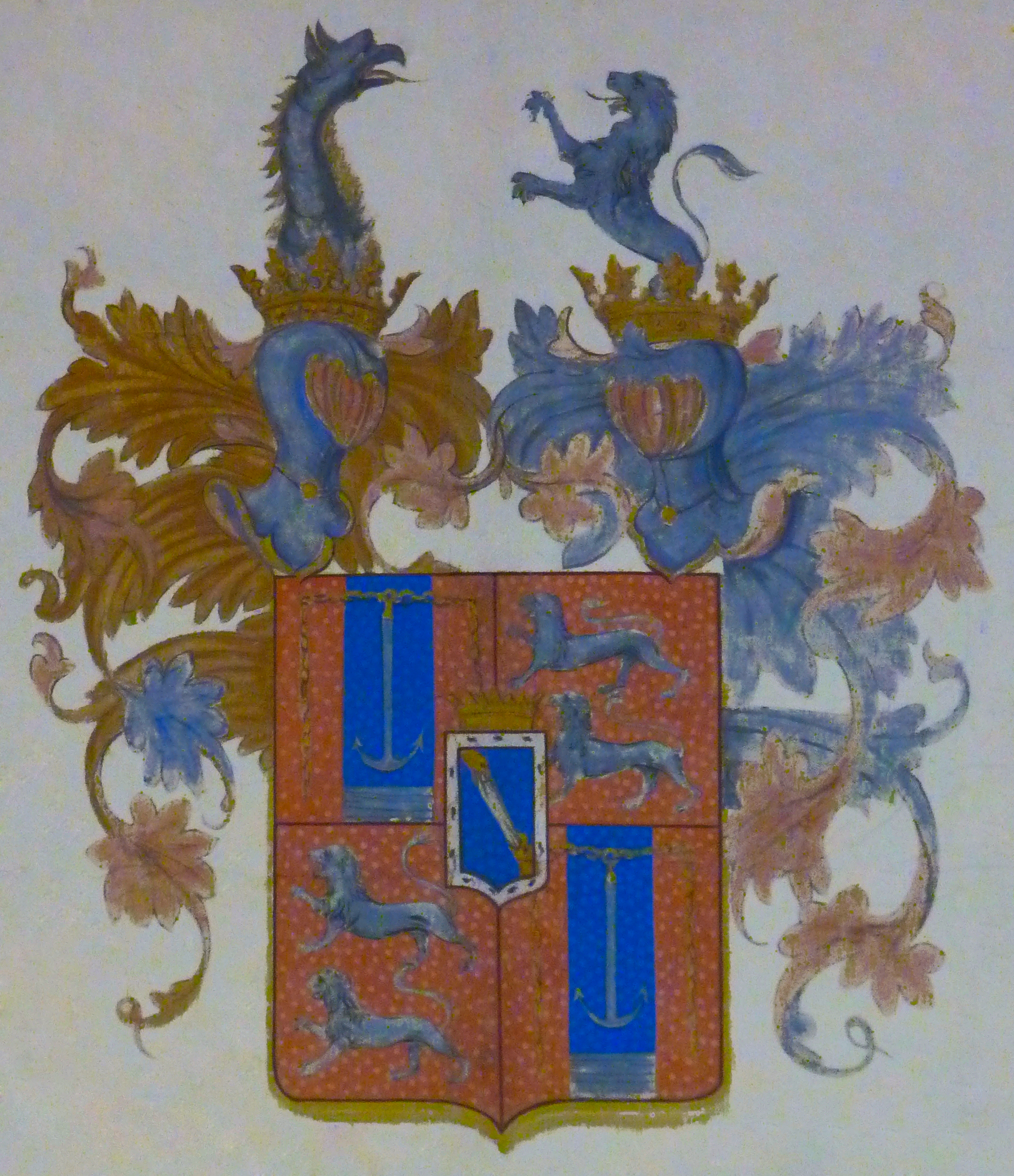
Wappen der Familie Hoyos mittig in der Decke des Langhauses

Die Pfarrkirche St. Leonhard am Hornerwald steht dominierend erhöht in der Marktgemeinde St. Leonhard am Hornerwald im Bezirk Krems-Land in Niederösterreich. Die dem heiligen Leonhard von Limoges geweihte römisch-katholische Pfarrkirche gehört zum Dekanat Horn in der Diözese St. Pölten. Die Kirche und der Friedhof stehen unter Denkmalschutz (Listeneintrag).

## Geschichte
Die Kirche wurde ab 1759 neu errichtet und 1777 geweiht.

## Architektur
Der monumentale, spätbarocke Kirchenbau ist von einem Friedhof umgeben. An das Langhaus schließt ein eingezogener, korbbogig geschlossener Chor an. Die Sakristei ist nordseitig angebaut. Der Westfassade wurde ein dreigeschoßiger Turm mit Uhrengiebeln und einem Zwiebelhelm vorgestellt.
Das Kircheninnere besteht aus einem Langhaus mit Flachdecke, die auf Pilastern und einem umlaufenden Gesims ruht. Die dreiachsige platzlunterwölbte Westempore steht auf Pfeilern. Das platzlgewölbte Chorjoch schließt mit einer Apsiskonche ab. Die neobarocken, scheinarchitektonischen Wandmalereien aus der Zeit um 1928 stellen in den Eckkartuschen der Langhausdecke die Vier Evangelisten und in der Deckenmitte das Wappen der Familie Hoyos dar. Im Chor im Chor ist die Anbetung des Lamm Gottes durch geistliche und weltliche Stände sowie der Heiligen Leonhard, Florian und Johannes Nepomuk als Fürbitter. Die Glasmalereien aus 1896 zeigen den heiligen Josef, Maria mit Kind, den heiligen Florian und den heiligen Vitus.

## Ausstattung
Der Hochaltar aus den Jahren 1907/1908 wurden von Bildhauer Michael Plakolb geschaffen und besteht aus einer prunkvollen neobarocken säulen- und pilastergegliederten Retabel. Seitlich des Baldachintabernakels ist er durch Putten verziert. Die zentrale Statue des heiligen Leonhard wird von Figuren der Apostel Peter und Paul flankiert. Im Auszug eine Büste Gottvater aufgestellt. Die Seitenaltäre schuf 1901 der Bildhauer Leopold Hofer als schlichte neobarocke Säulenretabeln mit Aufsätzen, der linke Seitenaltar trägt die Figur Maria Immaculata, der rechte Seitenaltar Josef mit Kind. Die neobarocke Kanzel aus dem Jahr 1909 steht auf einem Säulenfuß mit Reliefs Kirchenväter und Christus, auf dem Schalldeckel Johannes der Täufer, schuf Michael Plakolb.
Die Orgel bauten die Gebrüder Mauracher  im Jahr 1934.